# Коан (Камакура)
Коан (яп. 弘安 ко:ан) — девиз правления (нэнго) японских императоров Го-Уда и Фусими, использовавшийся с 1278 по 1288 год .

## Продолжительность
Начало и конец эры:
- 29-й день 2-й луны 4-го года Кэндзи (по юлианскому календарю — 23 марта 1278);
- 28-й день 4-й луны 11-го года Коан (по юлианскому календарю — 29 мая 1288).

## Происхождение
Название нэнго было заимствовано из древнекитайского сочинения «Тайцзун шилу» (кит. трад. 太宗實錄, пиньинь Tàizōng shílù, буквально: «Хроника [времен] императора Тай-цзуна»):「弘安民之道」.

## События
даты по юлианскому календарю
даты по юлианскому календарю

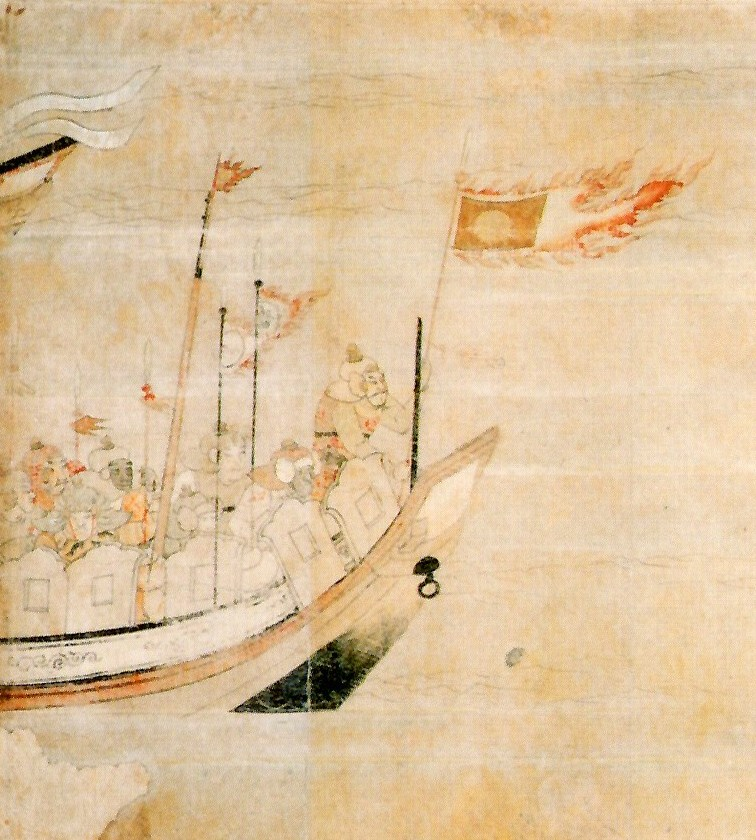
18-й свиток серии картин

- 1279 год (2-й год Коан) — в Дадзайфу прибыли монгольские послы, которые вскорости были убиты[5][6];
- 1280 год (3-й год Коан) — императорский суд приказывает храмам всей Японии проводить молитвы ради победы над монголами[6];
- 1281 год (4-й год Коан) — Битва годов Коан (яп. 弘安の役 ко:ан но эки). Прознав об судьбе своих послов, монголы пришли в ярость и снарядили большую армаду судов с более чем ста тысячами воинов, в состав которых входили китайцы, монголы и корейцы; главнокомандующим назначили Хан Бунко (Фань Вэнь-ху)[5]. Большинство кораблей неприятеля потонуло из-за тайфуна[6], и сражение окончилось победой японцев, они перебили «варварских воинов всех до единого; трупы павших покрыли собой море так, что по поверхности его можно было ходить, и из ста тысяч варварских воинов ускользнуло и вернулось домой едва-едва три человека»[5];
- 1281 год (4-й год Коан) — скончался выдающийся мыслитель своего времени монах Нитирэн[6];
- 1284 год (7-й год Коан) — скончался сиккэн Ходзё Токимунэ; на его место стал его старший сын, Ходзё Садатоки[5];
- 14 декабря 1285 года (17-й день 11-й луны 8-го года Коан)[7] — Бунт 11-й луны (яп. 霜月騒動 симоцуки со:до:) — истребление рода Адати, подозреваемого в посягательстве на захват власти[5]. После прихода к власти Ходзё Токимунэ резко усилил свои позиции его дед по женской линии Адати Ясумори, тем более что семья Адати сыграла не последнюю роль в победе над монголами[5]. В ходе борьбы за власть домоуправляющий (найканрё) Токимунэ по имени Тайра Ёрицуна донёс на род Адати. Через некоторое время после уничтожения семья Адати был убит сам Ёрицуна — также по подозрению в готовящемся захвате власти[5];
- 1287 год (10-я луна 10-го года Коан) — император Го-Уда отрёкся от престола; трон перешёл к его двоюродному брату, который через некоторое время воцарился под именем император Фусими[8].

## Сравнительная таблица
Ниже представлена таблица соответствия японского традиционного и европейского летосчисления. В скобках к номеру года японской эры указано название соответствующего года из 60-летнего цикла китайской системы гань-чжи. Японские месяцы традиционно названы лунами.
| 1-й год Коан (Земляной Тигр)        | 1-я луна*       | 2-я луна   | 3-я луна  | 4-я луна* | 5-я луна               | 6-я луна* | 7-я луна   | 8-я луна*             | 9-я луна    | 10-я луна* | 10-я луна* (високосная) | 11-я луна     | 12-я луна               |
| ----------------------------------- | --------------- | ---------- | --------- | --------- | ---------------------- | --------- | ---------- | --------------------- | ----------- | ---------- | ----------------------- | ------------- | ----------------------- |
| Юлианский календарь                 | 25 января 1278  | 23 февраля | 25 марта  | 24 апреля | 23 мая                 | 22 июня   | 21 июля    | 20 августа            | 18 сентября | 18 октября | 16 ноября               | 15 декабря    | 14 января 1279          |
| 2-й год Коан (Земляной Кролик)      | 1-я луна*       | 2-я луна   | 3-я луна* | 4-я луна  | 5-я луна               | 6-я луна* | 7-я луна   | 8-я луна*             | 9-я луна    | 10-я луна* | 11-я луна               | 12-я луна*    |                         |
| Юлианский календарь                 | 13 февраля 1279 | 14 марта   | 13 апреля | 12 мая    | 11 июня                | 11 июля   | 9 августа  | 8 сентября            | 7 октября   | 6 ноября   | 5 декабря               | 4 января 1280 |                         |
| 3-й год Коан (Металлический Дракон) | 1-я луна        | 2-я луна*  | 3-я луна  | 4-я луна* | 5-я луна               | 6-я луна* | 7-я луна   | 8-я луна              | 9-я луна*   | 10-я луна  | 11-я луна               | 12-я луна*    |                         |
| Юлианский календарь                 | 2 февраля 1280  | 3 марта    | 1 апреля  | 1 мая     | 30 мая                 | 29 июня   | 28 июля    | 27 августа            | 26 сентября | 25 октября | 24 ноября               | 24 декабря    |                         |
| 4-й год Коан (Металлическая Змея)   | 1-я луна*       | 2-я луна   | 3-я луна* | 4-я луна  | 5-я луна*              | 6-я луна* | 7-я луна   | 7-я луна (високосная) | 8-я луна*   | 9-я луна   | 10-я луна               | 11-я луна     | 12-я луна*              |
| Юлианский календарь                 | 22 января 1281  | 20 февраля | 22 марта  | 20 апреля | 20 мая                 | 18 июня   | 17 июля    | 16 августа            | 15 сентября | 14 октября | 13 ноября               | 13 декабря    | 12 января 1282          |
| 5-й год Коан (Водяная Лошадь)       | 1-я луна        | 2-я луна*  | 3-я луна* | 4-я луна* | 5-я луна               | 6-я луна* | 7-я луна   | 8-я луна*             | 9-я луна    | 10-я луна  | 11-я луна               | 12-я луна*    |                         |
| Юлианский календарь                 | 10 февраля 1282 | 12 марта   | 10 апреля | 9 мая     | 7 июня                 | 7 июля    | 5 августа  | 4 сентября            | 3 октября   | 2 ноября   | 2 декабря               | 1 января 1283 |                         |
| 6-й год Коан (Водяная Коза)         | 1-я луна        | 2-я луна   | 3-я луна* | 4-я луна* | 5-я луна*              | 6-я луна  | 7-я луна*  | 8-я луна              | 9-я луна*   | 10-я луна  | 11-я луна               | 12-я луна     |                         |
| Юлианский календарь                 | 30 января 1283  | 1 марта    | 31 марта  | 29 апреля | 28 мая                 | 26 июня   | 26 июля    | 24 августа            | 23 сентября | 22 октября | 21 ноября               | 21 декабря    |                         |
| 7-й год Коан (Деревянная Обезьяна)  | 1-я луна*       | 2-я луна   | 3-я луна* | 4-я луна  | 4-я луна* (високосная) | 5-я луна* | 6-я луна   | 7-я луна*             | 8-я луна    | 9-я луна*  | 10-я луна               | 11-я луна     | 12-я луна*              |
| Юлианский календарь                 | 20 января 1284  | 18 февраля | 19 марта  | 17 апреля | 17 мая                 | 15 июня   | 14 июля    | 13 августа            | 11 сентября | 11 октября | 9 ноября                | 9 декабря     | 8 января 1285           |
| 8-й год Коан (Деревянный Петух)     | 1-я луна        | 2-я луна   | 3-я луна* | 4-я луна  | 5-я луна*              | 6-я луна* | 7-я луна   | 8-я луна*             | 9-я луна    | 10-я луна* | 11-я луна               | 12-я луна*    |                         |
| Юлианский календарь                 | 6 февраля 1285  | 8 марта    | 7 апреля  | 6 мая     | 5 июня                 | 4 июля    | 2 августа  | 1 сентября            | 30 сентября | 30 октября | 28 ноября               | 28 декабря    |                         |
| 9-й год Коан (Огненная Собака)      | 1-я луна        | 2-я луна   | 3-я луна* | 4-я луна  | 5-я луна               | 6-я луна* | 7-я луна*  | 8-я луна              | 9-я луна*   | 10-я луна  | 11-я луна*              | 12-я луна     | 12-я луна* (високосная) |
| Юлианский календарь                 | 26 января 1286  | 25 февраля | 27 марта  | 25 апреля | 25 мая                 | 24 июня   | 23 июля    | 21 августа            | 20 сентября | 19 октября | 18 ноября               | 17 декабря    | 16 января 1287          |
| 10-й год Коан (Огненная Свинья)     | 1-я луна        | 2-я луна*  | 3-я луна  | 4-я луна  | 5-я луна*              | 6-я луна  | 7-я луна*  | 8-я луна              | 9-я луна*   | 10-я луна  | 11-я луна*              | 12-я луна     |                         |
| Юлианский календарь                 | 14 февраля 1287 | 16 марта   | 14 апреля | 14 мая    | 13 июня                | 12 июля   | 11 августа | 9 сентября            | 9 октября   | 7 ноября   | 7 декабря               | 5 января 1288 |                         |
| 11-й год Коан (Земляная Крыса)      | 1-я луна*       | 2-я луна   | 3-я луна* | 4-я луна  | 5-я луна*              | 6-я луна  | 7-я луна   | 8-я луна*             | 9-я луна    | 10-я луна* | 11-я луна               | 12-я луна*    |                         |
| Юлианский календарь                 | 4 февраля 1288  | 4 марта    | 3 апреля  | 2 мая     | 1 июня                 | 30 июня   | 30 июля    | 29 августа            | 27 сентября | 27 октября | 25 ноября               | 25 декабря    |                         |

* звёздочкой отмечены короткие месяцы (луны) продолжительностью 29 дней. Остальные месяцы длятся 30 дней.